# Die Dame mit dem Hündchen (Film)
Die Dame mit dem Hündchen (Originaltitel: Дама с собачкой, Translit Dama s sobatschkoi) ist ein sowjetischer Spielfilm des Regisseurs Iossif Jefimowitsch Cheifiz in Schwarzweiß aus dem Jahr 1960 mit Ija Sergejewna Sawwina und Alexei Wladimirowitsch Batalow in den Hauptrollen. Das Drehbuch hatte der Regisseur selbst verfasst. Es beruht auf der gleichnamigen Novelle von Anton Tschechow. Zum ersten Mal ins Kino kam der Film in seinem Heimatland am 28. Januar 1960, in der Bundesrepublik Deutschland rund fünf Jahre später.

## Handlung
Der Film spielt im Russland des ausgehenden 19. Jahrhunderts. Im Seebad Jalta auf der Halbinsel Krim begegnen sie sich zum ersten Mal: Anna Sergejewna, die mädchenhafte junge Frau aus der Provinz, die man auf der Strandpromenade stets allein, nur von einem weißen Spitz begleitet, antreffen kann, und der Bankangestellte Dmitrij Dmitrijewitsch Gurow aus Moskau. Beide sind verheiratet; beide verbringen die Sommerwochen am Schwarzen Meer ohne ihre ungeliebten Ehepartner. Das sich rasch entspinnende leidenschaftliche Liebesverhältnis zwischen ihnen, das durch Annas fluchtartige Abreise ein jähes Ende zu finden scheint, war von Seiten des Mannes zunächst nur als unverbindliches und vorübergehendes Ferienabenteuer gedacht.
Aber wieder nach Moskau in den Familien- und Berufsalltag zurückgekehrt, wird Gurow klar, dass er Anna nicht vergessen kann. An einem Wintertag fährt er in das Provinzstädtchen, wo sie mit ihrem Mann, einem Regierungsbeamten, lebt. Er trifft sie im Theater wieder und kann während der Pause ein paar Worte mit ihr reden. Auch Anna hat ihn nie vergessen; für sie ist und bleibt Gurow ihre große, einzige Liebe. Von nun an verlässt sie von Zeit zu Zeit unter irgendeinem Vorwand ihren Mann und fährt nach Moskau, um Gurow dort heimlich zu treffen.

## Kritik
„Sehenswerte Verfilmung der Tschechow-Novelle […]. Eine Liebes- und Ehebruchsgeschichte von auswegloser Melancholie, in der die bürgerliche Dekadenzatmosphäre des späten zaristischen Rußland künstlerisch reizvoll gegenwärtig wird.“

„Die nach einer Novelle von Anton Tschechow mit großem Einfühlungsvermögen verfilmte Geschichte von der hoffnungslosen Liebe zweier Menschen [...]. Ein filmisches Kunstwerk von verhaltener Schönheit, das vor allem durch seinen melancholischen Zauber beeindruckt. Ab 16 nachdrücklich zu empfehlen.“

„Prädikat «Wertvoll»“

„Chejfiz […] entkommt der edlen Einfalt des sozialistischen Realismus: Er spürt der Dekadenz der Tschechow-Welt kennerisch nach und imitiert auch im milchigen Grauton des Bildes die gute alte Zeit.“